# Gohad
Gohad (hindi गोहद) és una ciutat i municipi del districte de Bhind a Madhya Pradesh, propera a Gwalior a la vora del riu Vaisali, a 26° 26′ N, 78° 26′ E / 26.43°N,78.44°E. Al cens de 2001 figura Gohad amb 45.194 habitants.
Els jats de Bamrauli prop d'Agra es van establir a Gohad vers el 1505 i van construir la fortalesa que va esdevenir un important centre de poder dels jats. Els sobirans jats van portar el títol de rana. Del 1707 a 1739, els bhadàuria rajputs van dominar Gohad però Bhim Singh la va recuperar finalment. El 1779 Chhatar Singh va signar un tractat amb els britànics i fou confirmat en la possessió i el tractat de Salbai obligava a Sindhia de Gwalior a no atacar-lo. Però quan els britànics es van retirar de Gohad, Mahaji Sindhia va ocupar Gohad el 1784 i en va donar el govern a Ambaji Inglia.

## Ranes de Gohad
- Singhandev II, 1505 - 1524
- Devi Singh, 1524 - 1535
- Udyaut Singh, 1535 - 1546
- Anup Singh, 1546 - ?
- Sambhu Singh ? - 1604
- Abhay Chander, 1604 - 1628
- Ram Chander,1628 - 1647
- Ratan Singh, 1647 - 1664
- Uday Singh, 1664 - 1685
- Bagh Raj, 1685 - 1699
- Gaj Singh, 1699 - 1704
- Jaswant Singh, 1704 - 1707
- Maharaja Bhim Singh, 1707 - 1756
- Girdhar Pratap Singh, 1756 - 1757
- Chhatar Singh, 1757 - 1785
- Kirat Singh, 1803 - 1806
- Rages de Dholpur després del 1806

Els ranes més importants foren Bhim Singh (1707-1756) i Chhatar Singh (1757-1785) que van ocupar per dues vegades Gwalior (1740-1756 i 1780-1783). El cenotafi de Bhim Singh està a Gwalior. A la mort de Chhatar Singh el 1785 Gohad va quedar en plena anarquia durant 18 anys; els rebels jats no podien ser controlats ni pels marathes ni pels britànics. El 1789 Daulat Rao Sindhia va atacar als jats de Gohad sense èxit i aquestos van posar al tron a Kirat Singh fill del samant Tarachand de Neerpur (1803) que era cosí germà de Chhatar Singh, que fou coronat a Bagathara a uns 20 km, ja que Sindhia tenia ocupada Gohad.
La segona guerra anglo-maratha va acabar pràcticament amb la victòria britànica a la batalla de Laswari l'1 de novembre de 1803, quan Lord Gerard Lake va derrotar a Sindhia; en aquesta guerra els jats van ajudar els britànics. Aquestos van arribar a Gohad on Ambaji Inglia va signar el 1803 un tractat, en el que no es feia cap referència a Sindhia, pel qual cedia Gohad als britànics. El tractat de Sarji Anjangaon amb Sindhia, poc després, no deixava clar si Gohad havia de ser retornat a Sindhia i finalment els britànics la van entregar (1804) al seu aliat el rana de Gohad (que governava a la regió però no a la ciutat).
Lord Cornwallis, nou governador general el 1805, va modificar la política i sota un tractat de 22 de novembre de 1805 Gohad fou retornada a Sindhia de Gwalior i en compensació el Rana Kirat Singh de Gohad va rebre Dholpur, Badi i Rajakheda. Rana Kirat Singh va marxar cap a Dholpur el desembre de 1805 i va iniciar el seu regnat de fet al començar el 1806; Sindhia va entrar a Gohad el 27 de febrer de 1806 amb ajut dels britànics, davant l'oposició dels jats locals.

## Llocs històrics a la rodalia
- Behat (बेहट) capital d'estiu dels ranes jats de Gohad
- Karwas (करवास), fortalesa dels ranes de Gohad
- Guhisar (गुहीसर) a 30 km de Gwalior, amb una fortalesa
- Utila (उटीला) a 20 km de Gwalior, amb una fortalesa
- Bilheti (बिल्हेटी) a 20 km de Gwalior, amb una fortalesa
- Makhori (मखोरी), fortalesa
- Bandholi (बन्धोली), fortalesa